# Frank Lacy
Frank Lacy (nacido el 9 de agosto de 1958 en Houston, Texas) es un trombonista de jazz estadounidense que ha pasado muchos años como miembro de la Mingus Big Band.

## Carrera
El padre de Lacy era un profesor que tocaba la guitarra con Arnett Cobb, Illinois Jacquet y Eddie Cleanhead Vinson . Su madre era cantante de gospel.  Cuando Lacy tenía ocho años, empezó a aprender piano. En su adolescencia, tocó la trompeta, la tuba y el bombardino antes de pasarse al trombón.  Obtuvo una licenciatura en física de la Universidad del Sur de Texas. En 1979 ingresó en el Berklee College of Music de Boston, donde estudió trombón y composición. Sus compañeros de clase incluyeron a Branford Marsalis, Greg Osby y Marvin Smith. 
Lacy se mudó a la ciudad de Nueva York en 1981. En 1986, tocó con la big band de Illinois Jacquet y un par de años más tarde fue director musical de Art Blakey . Lanzó su primer álbum como líder de banda en 1991 con su padre a la guitarra.  También ha trabajado con Lester Bowie, Marty Ehrlich, Michael Formanek, Slide Hampton, Roy Hargrove, Rufus Reid, Henry Threadgill, Steve Turre, McCoy Tyner y Bobby Watson. Ha estado más de veinte años como miembro de la Mingus Big Band. 

## Discografía

### Como líder
- Tonal Weights and Blue Fire (Tutu, 1990)
- Settegast Strut (Tutu, 1995)
- Songs from the Musical Poker (Tutu, 1996)
- Heaven Sent, with Mauro Ottolini (Musica, 2013)
- That Which is Planted, with 10³²K (Passin' Thru, 2013)
- Live at Smalls (Smalls Live, 2014)

### Como acompañante
Con Mingus Big Band
- Nostalgia in Times Square (Dreyfus, 1993)
- Live in Time (Dreyfus, 1996)
- Que Viva Mingus (Dreyfus, 1997)
- Tonight at Noon (2002)
- I Am Three (2005)
- Live in Tokyo at the Blue Note (2006)
- Mingus Sings (Sunnyside, 2015)

Con Lester Bowie
- Avant Pop (ECM, 1986)
- Twilight Dreams (1987)
- Serious Fun (DIW, 1989)
- My Way (DIW, 1990)
- The Fire This Time (1992)

Con Roy Hargrove
- Approaching Standards (Novus, 1994)
- Habana (Verve, 1997)

Con David Murray
- David Murray Big Band (DIW, 1991)
- South of the Border (DIW, 1992)

Con Henry Threadgill
- You Know the Number (Novus, 1986)
- Easily Slip Into Another World (Novus, 1987)

Con Steve Turre
- Rhythm Within (Antilles, 1995)
- The Bones of Art (HighNote, 2013)

Con McCoy Tyner
- Journey (Verve, 1993)
- The Turning Point (Verve, 1992)

Con otros
- Superblue, Superblue (Blue Note, 1988)
- Fleur Carnivore, Carla Bley (1988)
- Julius Hemphill Big Band, Julius Hemphill (1988)
- Chippin' In, Art Blakey (Timeless, 1990)
- Side by Side, Marty Ehrlich (1991)
- Journey to Iceland/Íslandsför, Tómas R. Einarsson (1991)
- Tailor Made, Bobby Watson (1993)
- Shuttle, Ronnie Burrage (1993)
- Low Profile, Michael Formanek (1994)
- Art, Ralph Peterson Jr. (1994)
- The Voice of the Saxophone, Don Braden (1997)
- Social Call, Jazzmeia Horn (2017)[4]
- Abstractions in Lime Caverns, Michael Marcus (ESP-Disk', 2022)